# Astrophysique des hautes énergies
Pour un article plus général, voir Astrophysique.
L’astrophysique des hautes énergies est une branche de l'astrophysique traitant des phénomènes extrêmes de l'Univers. Le terme « hautes énergies » peut donc être trompeur puisqu’il peut laisser penser que c’est seulement une astronomie des rayonnements de haute énergie (i.e., rayons X, rayons gamma). Les thématiques scientifiques abordées sont, par essence, multi-longueur d’onde (de la radio aux rayons gamma), multi-messagers (photons,rayons cosmiques, neutrinos, ondes gravitationnelles) et multi-objets (trous noirs, étoiles à neutron,naines blanches, pulsars, supernovae, quasars, microquasars, noyaux actifs de galaxies, sursauts gamma)...

## Histoire
L'astronomie à haute énergie est marquée par la découverte du rayonnement cosmique au début du XXe siècle grâce à l'utilisation de ballon-sonde. Les électromètres utilisés à bord dans les différentes expériences témoignent de l'émission de particules chargées électriquement provenant du cosmos.
L'ère spatiale permettra d'envoyer des instruments de mesure en dehors de l'atmosphère terrestre. Ceci permettra de détecter pour la première fois des rayons X provenant de sources autres que la planète Terre, car l'atmosphère terrestre bloque les rayons X.
Les années 1970 voient l'apparition des premières missions spatiales d'astronomie à hautes énergies.

## Instruments
Aujourd'hui, de nombreux instruments de mesure ont été utilisés, au sol ou dans l'espace. On peut citer l'observatoire spatial Fermi ou INTEGRAL pour l'astronomie gamma, l'observatoire spatial XMM-Newton pour l'astronomie en rayons X, ou encore HESS ou VERITAS pour l'étude des rayons cosmiques au sol.
L'astronomie à hautes énergies est impliquée dans l'astronomie multi-messagers, notamment pour la compréhension d'évènements astrophysiques comme, par exemple, les sursauts gamma ou les coalescences d'étoiles à neutron. Les nouvelles missions pour étudier les hautes énergies sont des missions tout-en-un, à l'image de la future mission SVOM qui combinera l'observation en rayons X, en rayons gamma et en lumière visible.